# 파파사우루스

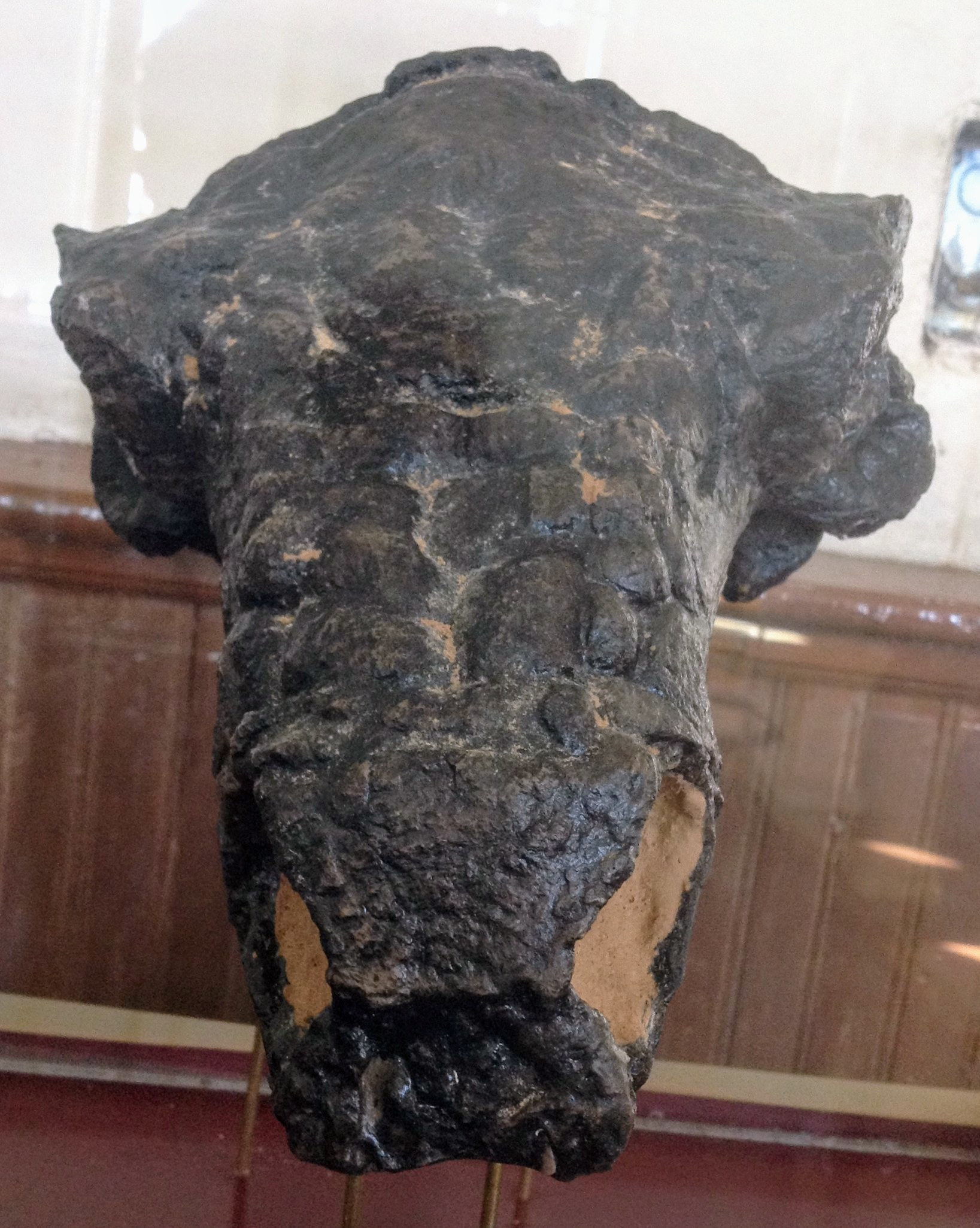

파파사우루스(Pawpawsaurus)는 백악기 전기 미국에서 살았던 초식공룡이다. 단단한 갑옷으로 적의 공격을 막아냈다. 매우 잘 보존된 화석이 발견되어 연구가 많이 진행되었다.